# 迪米特里耶·波佩斯库
迪米特里耶·波佩斯库（羅馬尼亞語：Dimitrie Popescu，1961年9月10日—2023年11月11日），罗马尼亚男子赛艇运动员。他曾代表罗马尼亚参加1984年、1988年、1992年和1996年夏季奥林匹克运动会赛艇比赛，获得一枚金牌、二枚银牌和一枚铜牌。